# Шёнборны
Шёнборны (нем. Schönborn) — род медиатизованной австро-немецкой знати, на протяжении столетий поставлявший прелатов на кафедры немецкоязычных земель. 

## История
Род Шёнборнов появляется на страницах истории в 1373 году в лице Гильбрехта фон Шёнборна, вассала графов Катценельнбогена. Замок Шёнборн в Порейнье отстоял от Катценельнбогена всего на три версты.
«Золотой век» рода пришёлся на 2-ю половину XVII века и 1-ю половину XVIII века, когда его представители занимали окняженные кафедры Майнца, Трира, Вюрцбурга, Бамберга и Шпейера. Благодаря могуществу этих прелатов удалось значительно нарастить семейные владения.
С 1707 и до медиатизации 1806 года владения Шёнборнов в составе Священной Римской империи были организованы в два квази-суверенных графства — Хойзенштамм в Гессене и Визентхайд во Франконии (между Вюрцбургом и Бамбергом). В XVIII веке владения Шёнборнов выросли за счёт приобретения Гёллерсдорфа и Асперсдорфа в Австрии, Арнфельса и Вальденштейна в Каринтии. 
От трёх сыновей графа Гуго фон Шёнборна (1738-1817) произошли три существующие по сей день ветви рода: австрийская (Шёнборн-Буххайм), баварско-франконская (Шёнборн-Визентейд) и чешская (просто Шёнборн). Представители последней ветви занимали Шёнборнский дворец (1643-56) в пражском районе Мала-Страна, который в XX веке был выкуплен под посольство США. Погребальная капелла Шёнборнов, выстроенная в 1721-34 гг. по проекту Б. Неймана, непосредственно примыкает к Вюрцбургскому собору.
Подавив мятеж закарпатского магната Берчени, император Карл VI передал в 1728 г. его вотчины (Паланок, Сент-Миклош и ещё порядка 200 селений) короновавшему и поддерживавшему его курфюрсту Майнца Лотару Францу из рода Шёнборнов. Так графы из далёкой Франконии стали крупнейшими землевладельцами Закарпатья. Закарпатская доминия оставалась в роде Шёнборнов на протяжении 200 лет.  В 1908 г. та же (буххаймская) линия унаследовала владения угасшего рода Штадион.
| |  |                           |  |                                                         |
| Замок Визентхайд, заложенный в 1701 году графом Рудольфом фон Шёнборном, продолжает служить резиденцией его потомков. |  | Родовой замок Хойзенштамм |  | Охотничья усадьба близ Чинадиево в Карпатах (1890-1895) |

## Прелаты из рода Шёнборнов
- Иоганн Филипп Шёнборн (1605—1673) — архиепископ Майнцский, эрцканцлер Священной Римской империи, прозванный «немецким Соломоном» и «Катоном Германии».
- Лотар Франц Шёнборн (1655—1729), племянник предыдущего, был с 1695 г. курфюрстом майнцским и епископом бамбергским. Выстроил загородную резиденцию Вайсенштайн, новый епископский дворец в Бамберге и дворец Фаворит в Майнце.
- Дамиан Хуго Филипп Шёнборн (1676-1743), племянник предыдущего, кардинал, епископ Шпайера и Констанца. Выстроил Брухзальскую резиденцию.
- Иоганн Филипп Франц (1674-1746), его брат, с 1719 г. князь-епископ вюрцбургский, затеял возведение грандиозной Вюрцбургской резиденции, признаваемой ныне памятником всемирного наследия.
- Фридрих Карл (1674-1746), третий из братьев, был с 1729 г. императорским канцлером и князем-епископом бамбергским. Выстроил Вернекскую резиденцию.
- Франц Георг Шёнборн (1682—1756), четвёртый из братьев, архиепископ Трирский с 1729 г.; одновременно правил Вормсом и Эльвангеном. Выстроил в Кобленце резиденцию Филипсбург.
- Франциск де Паула (1844-1899), с 1885 г. архиепископ Праги, с 1889 г. кардинал.
- Кристоф Шёнборн (род. 1945) — кардинал, архиепископ Вены до 22 января 2025 года.

Строительные проекты прелатов рода Шёнборнов
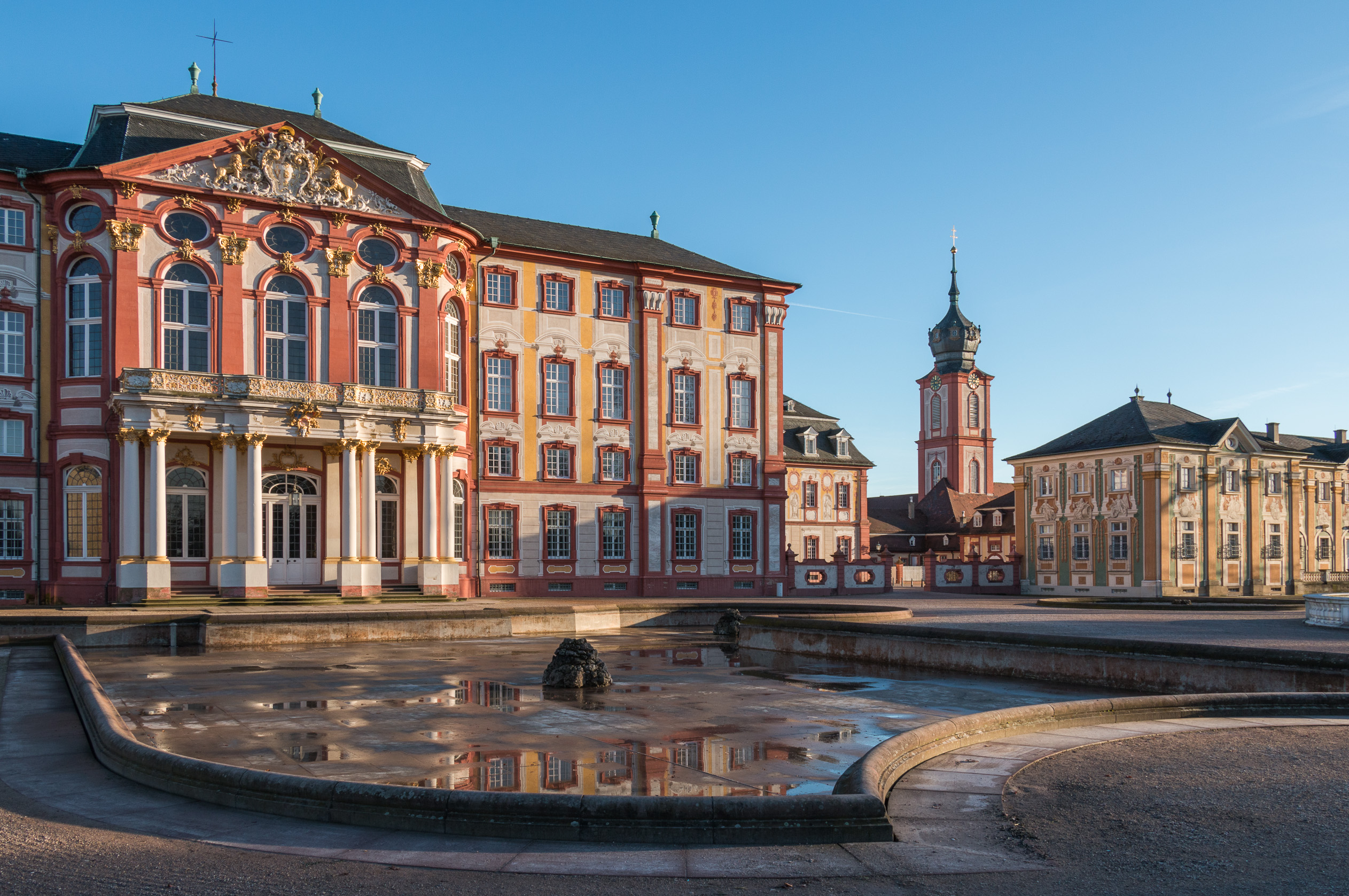
Брухзаль
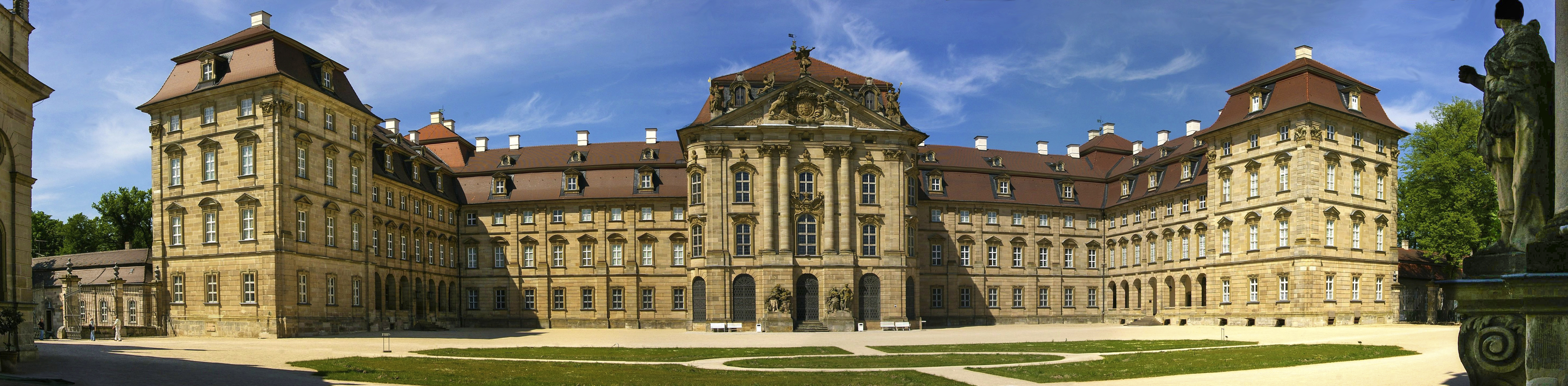
Вайсенштайн
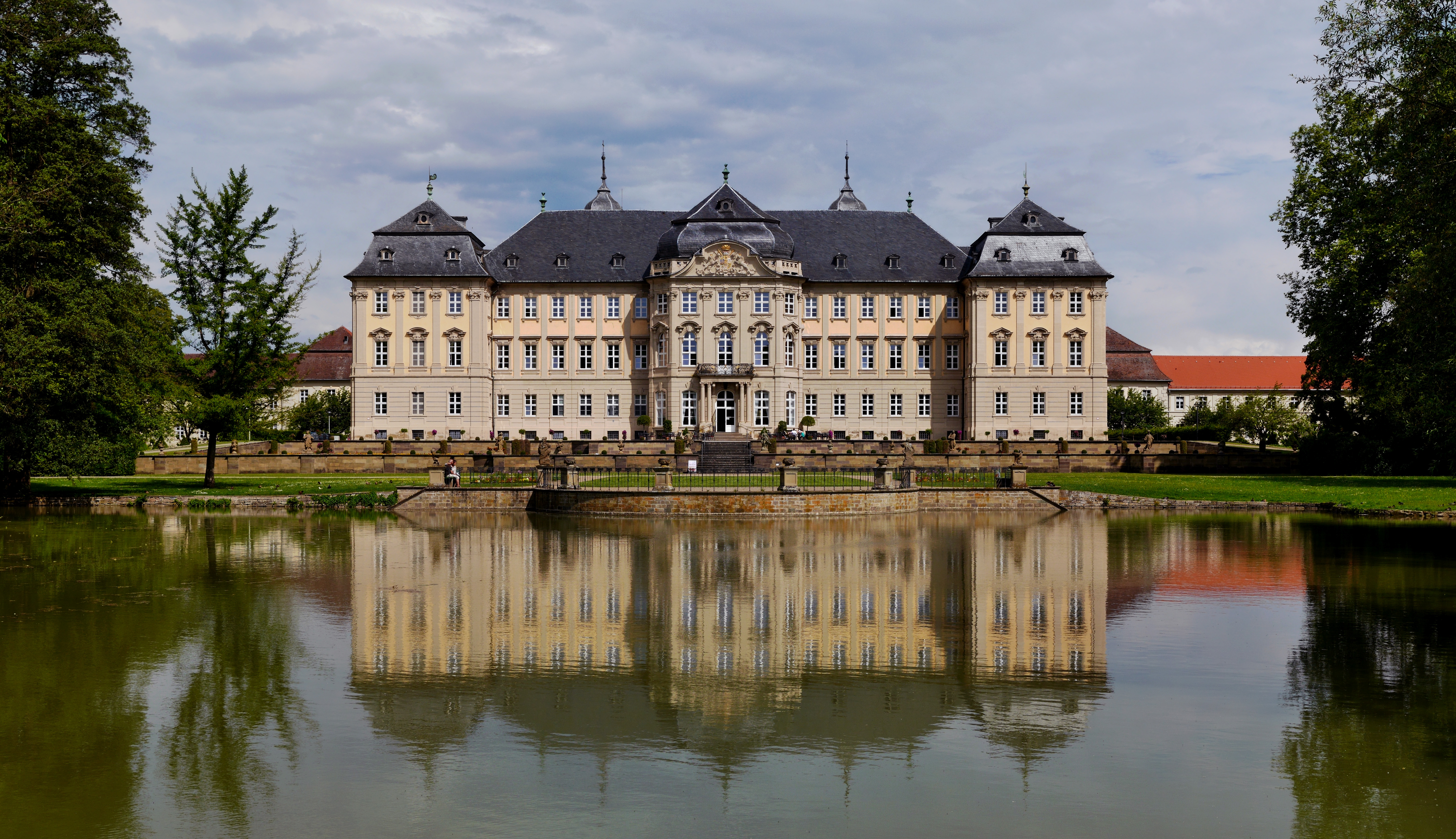
Вернек
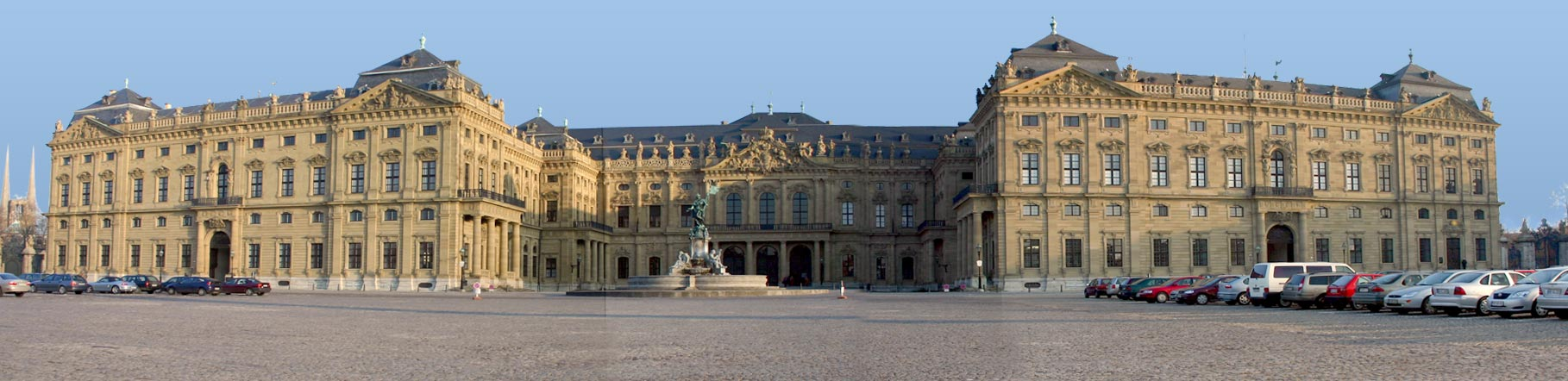
Вюрцбург
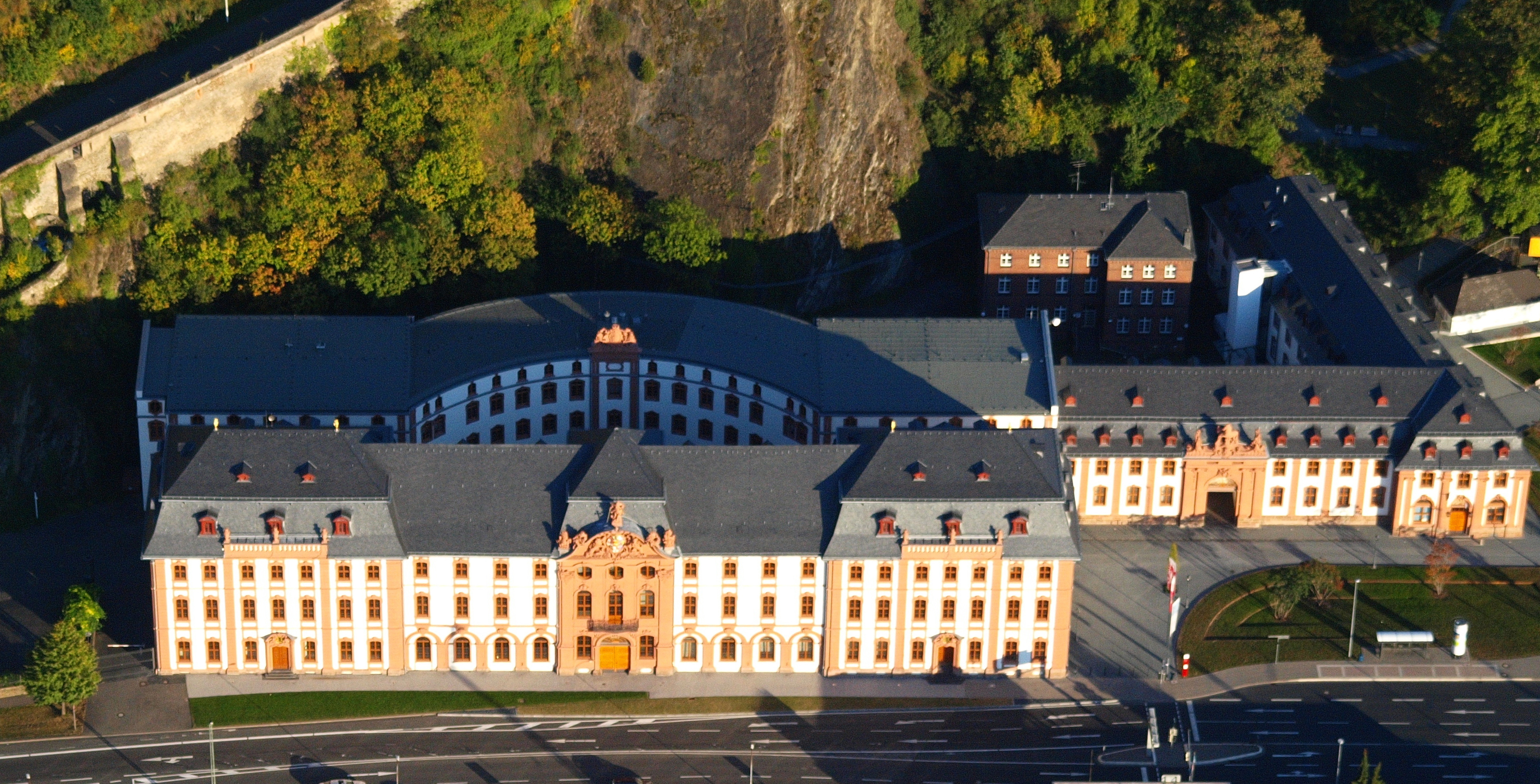
Филипсбург